# Eduard Igorewitsch Fljorow

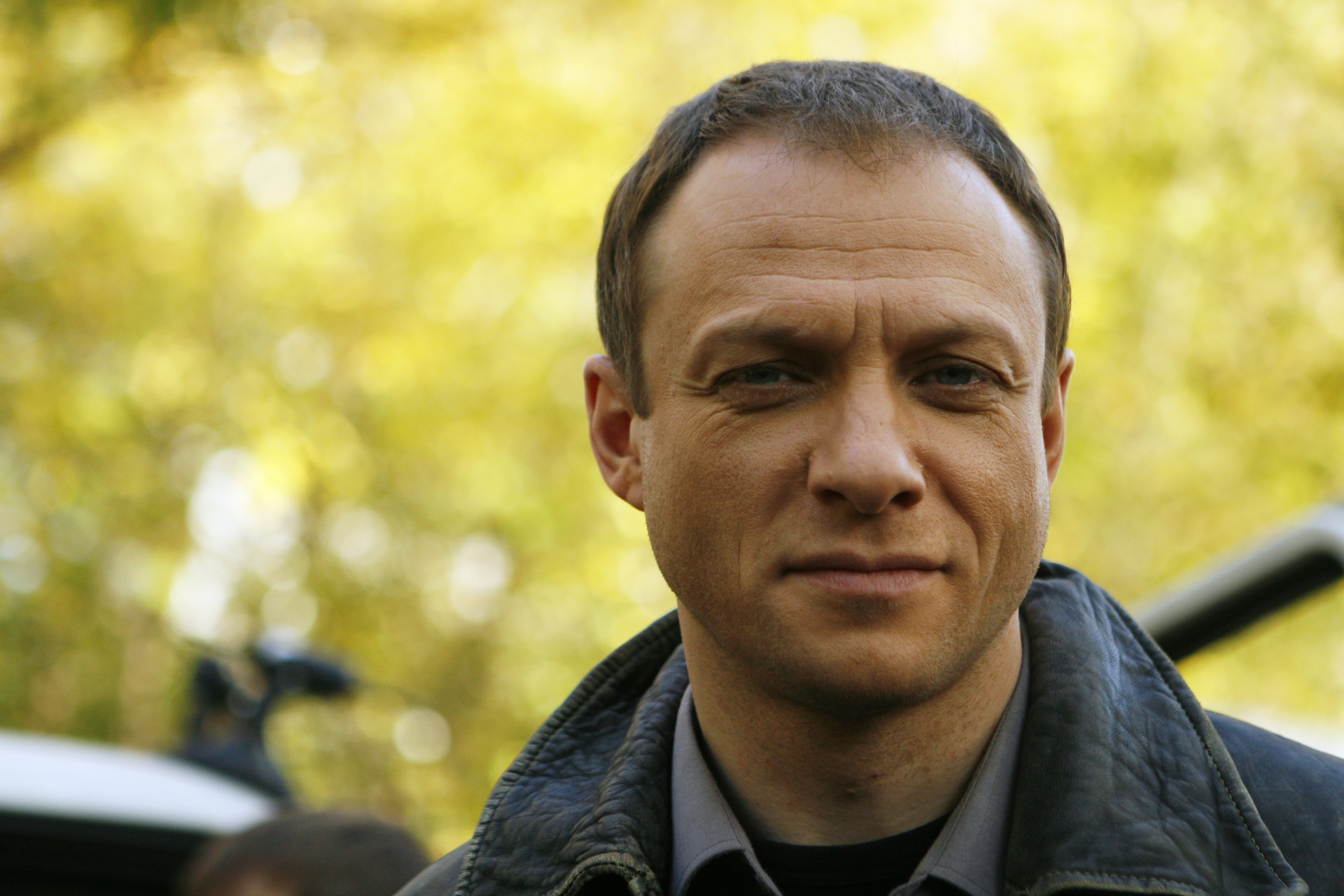
Eduard Fljorow (2007)

Eduard Igorewitsch Fljorow (auch Eduard Flerov, russisch Эдуард Игоревич Флёров; * 22. November 1966 in Krasnojarsk, Sowjetunion) ist ein russischer Schauspieler. Nach seinem Onkel Georgi Fljorow ist das Element Flerovium benannt.
Fljorow wurde als Sohn des Nuklearphysikers Igor Nikolajewitsch Fljorow geboren und absolvierte das Gymnasium Nr. 41. Zeitweise studierte er am Polytechnischen Institut in Krasnojarsk. 1991 absolvierte er ein Schauspielstudium am Staatlichen Institut für Theater, Musik und Film in Sankt Petersburg. Nach elf Jahren in Sankt Petersburg zog er nach Moskau.
Er ist verheiratet, hat einen Sohn Maxim (* 1986) und lebt mittlerweile wieder in Krasnojarsk.

## Filmographie (Auswahl)
- 2007: Pakt der Bestien – The Sovereign’s Servant (Слуга государев – Sluga gosudarew)
- 2009: Schwert (Меч – Metsch)
- 2012: Der Bulle (Легавый – Legawyj)
- 2016: Tschiller: Off Duty
- 2019: Marie Curie – Elemente des Lebens (Radioactive)
- 2019: Anna